# Agrypon seminigrum
Agrypon seminigrum är en stekelart som först beskrevs av Setsuya Momoi 1970.  Agrypon seminigrum ingår i släktet Agrypon och familjen brokparasitsteklar. Inga underarter finns listade i Catalogue of Life.